# Лонни Брукс
Лонни Брукс (англ. Lonnie Brooks, настоящее имя Ли Бейкер младший англ. Lee Baker Jr., также известен под прозвищем Guitar Jr; 18 декабря 1933, приход Сент-Ландри, Луизиана, США — 1 апреля 2017, Чикаго, Иллинойс, США) — американский блюзовый гитарист, вокалист и автор песен. Номинант Blues Music Awards в номинациях «Песня года» (1981), «Блюзовый вокалист» (1981), «Альбом года» (2000) и со своей группой Lonnie Brooks Band «Группа года» (1989). Член Зала славы блюза (2010). Дважды номинант на премию Грэмми, как один из участников записи альбома Living Chicago Blues, Vol. 3 (1979) и со своим альбомом Blues Deluxe (1981). Его стиль иногда описывался как «вуду-блюз», сочетающий в себе чикагский блюз, луизиана-блюз,  свомп-поп и R&B. Отец блюзменов Ронни Бейкер Брукса и Уэйна Бейкер Брукса 

## Биография
Ли Бейкер младший родился в Дюбуассоне, штат Луизиана в 1933 году в семье Ли Бейкера старшего, работника на хлопковой плантации, и домохозяйки Лилиан Бейкер. Он начал учиться блюзу у своего деда, который носил прозвище «Joe the Banjo», играющего на  банджо (а также бывшим цирковым силачом и ремесленником), но не задумывался о карьере профессионального музыканта до тех пор, пока в начале 1950-х не перебрался в Порт-Артур. Там он услышал вживую таких музыкантов, как Кларенс Браун, Ти Боун Уокер, Би Би Кинг, Лонг Джон Хантер и многих других, что сподвигло его задуматься о возможности зарабатывать на жизнь музыкой. Клифтон Шенье, в дальнейшем ставший известным как «Пионер зайдеко» услышал как Бейкер играет на гитаре на крыльце своего дома, и предложил тому работу в его гастрольной группе. 
Начав сольную карьеру Ли Бейкер взял себе псевдоним Guitar Jr. и подписал контракт с компанией Goldband из луизианского города Лейк-Чарльз. Выпущенные для этой компании синглы включали в себя такой местный хит, как Family Rules, до сих остающийся одной их знаковых песен свомп-попа. Среди других синглов выделялись Made in the Shad и The Crawl, записанные впоследствии группой The Fabulous Thunderbirds. В 1959 году принял участие в турне Сэма Кука по югу Соединённых Штатов и в 1960 году Ли Бейкер перебрался в Чикаго, где взял себе псевдоним Лонни Брукс (в городе уже был блюзмен Лютер Джонсон, который использовал псевдоним Guitar Junior) и адаптировал свой стиль в пользу блюза. Брукс стал регулярно выступать в клубах Чикаго, и записал ряд синглов для различных рекорд-лейблов, включая Chess Records и Mercury Records, получив с ними ротацию на местных радиостанциях. Также он работал как сессионный музыкант в студии и на концертах других исполнителей, например с Джимми Ридом. В 1969 году он выпустил на Capitol Records свой первый альбом Broke an’ Hungry. В 1974 году, среди других блюзовых музыкантов, участвовал в совместном турне по Европе, где записал и выпустил альбом на французском лейбле Black & Blue. По возвращении в Чикаго он продолжил работу в клубах, где привлёк внимание Брюса Иглауэра, создателя Alligator Records. В 1978 году Иглауэр включил четыре песни Брукса в знаковый альбом эпохи блюза 1970-х Living Chicago Blues (сет из трёх альбомов, на которых несколько музыкантов исполнили по три-четыре песни). В 1978 году Брукс подписал контракт с Alligator Records и в следующем году выпустил альбом Bayou Lightning. Этот альбом в 1980 году завоевал Grand Prix du Disque на джазовом фестивале в Монтрё. В дальнейшем Лонни Брукс записывался исключительно для Alligator Records и выпустил несколько собственных альбомов а также участвовал в проектах других музыкантов.
За выходом альбома Bayou Lightning последовало турне по США и Европе. В 1982 году на германском телевидении вышел часовой концерт Лонни Брукса. В 1986 году Лонни Брукс выпустил альбом  Up Tight с участием своего давнего фаната по имени Джонни Винтер. Rolling Stone, обратив внимание на этот альбом, посвятил Бруксу шестистраничную статью. В 1987 году часовую трансляцию живого выступления Брукса запустило BBC Radio. К тому времени в составе группы играл сын Лонни Брукса — Ронни Брукс
Альбом Брукса 1991 года Satisfaction Guaranteed получил богатую прессу, среди прочих о нём написали Washington Post, Village Voice, Chicago Tribune, Los Angeles Times, Guitar World, Living Blues и Blues Revue. В 1993 году Лонни Брукс принял участие в национальном концертном туре вместе с такими музыкантами, как Би Би Кинг, Бадди Гай, Коко Тейлор, Джуниор Уэллс и Эрик Джонсон. В дальнейшем Лонни Брукс продолжал гастролировать по всему миру со своей группой, в которую к тому времени вошёл ещё один его сын Уэйн Бейкер Брукс. В 2011 и 2012 годах Лонни Брукс и его сыновья Ронни и Уэйн гастролировали как The Brooks Family Dynasty.  
Лонни Брукс умер в Чикаго 1 апреля 2017 года. Член Зала славы исторического общества Порт-Артура. 12 июня в Чикаго — День Лонни Брукса.
«Сочетая рок-н-ролл, мемфисский соул, каджунский буги, кантри-гнусавость и жёсткий чикагский блюз, Брукс бросил вызов простой классификации».
Музыковед Роберт Палмер в статье Rolling Stone написал, что «Его музыка замысловата, полна души и свирепой энергии, наполнена непривычными гармоническими ходами, решительным вокалом и просто поразительной гитарной работой»  
Джон Парелес, музыкальный критик The New York Times отметил, что «Он поёт разнузданным баритоном, то скользя, то скрипя в воспевающих удовлетворённую и неудовлетворённую страсть песнях; его гитарные соло острые и тягучие, искусно рассекающие ритм. В своей ковбойской шляпе он выглядит как эталон блюзмена, хорошо проводящего время».
Ховард Райх из Chicago Tribune писал, что «громовые раскаты музыки, исходившей из гитары и голоса Брукса…потрясали зал. Его звук был настолько мощным, а подача настолько яростной, что всё вокруг него казалось меньше, чем на самом деле»
«Лонни Брукс естественным образом добавляет нотки R&B к своему жёсткому городскому блюзу. Шаут, гроул и игра Брукса обеспечивают точные и уместные гитарные фразы поверх плотной, строгой ритм-секции. Брукс расширяет традиционные формы блюза, добавляя поп-, рок- и фанк-припевы, чтобы сделать песни ещё более интересными. Если вам нравится жёсткий, громкий блюз с чувством юмора, послушайте это».

## Дискография
- Broke an' Hungry, как Guitar Jr. (Capitol, 1969)
- Sweet Home Chicago (Black & Blue, 1975; перевыпущен Evidence Records, 1994)
- Living Chicago Blues, vol. 3 (Alligator, 1978)
- Bayou Lightning (Alligator, 1979)
- Blues Deluxe (Alligator/WXRT, 1980)
- Turn On the Night (Alligator, 1981)
- Hot Shot (Alligator, 1983)
- The Crawl, как Guitar Jr. (сингл компании Goldband, перевыпущен Charly, 1984)
- Live at Pepper’s 1968 (Black Magic, 1985; перевыпущен Black Top Records, 1996)
- Wound Up Tight (Alligator, 1986)
- Live from Chicago: Bayou Lightning Strikes (Alligator, 1988)
- Satisfaction Guaranteed (Alligator, 1991)
- Let’s Talk It Over (запись сессии 1977 года, Delmark Records, 1993)
- Roadhouse Rules (Alligator, 1996)
- Deluxe Edition (Alligator, 1997)
- Lone Star Shootout, с Лонг Джоном Хантером и Филлипом Уокером (Alligator Records, 1999)